# Лебеденко Олександр Вікторович
Олекса́ндр Ві́кторович Лебеде́нко (нар. 13 серпня 1989, смт Краснопілля, Сумська область, УРСР) — український футболіст, півзахисник.

## Життєпис
Народився 13 серпня 1989 року в смт Краснопілля Сумської області. Почав займатися футболом у рідному селищі, у чемпіонатах ДЮФЛУ з 2001 по 2006 рік виступав у краснопільському «Яворі».
У 2007 році підписав свій перший професійний контракт із тим же «Явором», кольори якого захищав до 2009 року. За цей час у Другій лізі зіграв 75 матчів та забив 4 м'ячі, ще 1 матч за краснопільську команду провів у кубку України. У 2009 році переїхав до Сум, де захищав кольори місцевої команди до 2016 року. У чемпіонатах України за сум'ян зіграв 121 матч та забив 18 м'ячів, ще 6 матчів (1 гол) провів у кубку України.
У липні 2016 року підписав однорічний контракт із представником Першої ліги чемпіонату України маріупольським «Іллічівцем», але вже взимку 2016/17 залишив команду.
5 лютого 2018 року підписав контракт з харківським «Геліосом».

## Досягнення
- Переможець Першої ліги України: 2016/17
- Переможець Другої ліги України: 2011/12